# فريدريك فروتشن
فريدريك فروتشن (بالإنجليزية: Frederick Fortune)‏ هو متزلج جماعي أمريكي، ولد في 1 أبريل 1921 في ليك بلاسيد في الولايات المتحدة، وتوفي في 20 أبريل 1994 في برلينغتون في الولايات المتحدة.

## وصلات خارجية
- فريدريك فروتشن على موقع أوليمبيديا (الإنجليزية)